# Бранко Чучак
Бранко Чучак е сръбски босненски журналист, поет и писател на произведения в жанра лирика, драма и исторически роман.

## Биография и творчество
Бранко Чучак е роден на 1 юли 1948 г. в Сараево, Босна и Херцеговина, СРФЮ. Израства в Хан Пиесак. Завършва Учителската школа в Сараево и следва във Философския факултет на Сараевския университет.
След дипломирането си живее и работи в Сараево до избухването на войната. По време на конфликта живее известно време в Баня Лука, след което се връща в Източно Сараево.
Първата му книга, стихосбирката „О ништа и осталом“ (За нищо и останалото), е издадена през 1971 г. Освен на множество стихосбирки, той е автор и на два романа: „Познаваме се от последния ден“ и „Ожесточената битка за стаята на Шарлот“. Ръкописът на романа му „Никой няма да се казва Ленче“ е изгубен в Сараево по време на войната.
Писателят е познат и със своите публицистични рубрики („Възел“, „Свлачище на пътя“, „Мрва в леглото“, „Черно на бяло“, „Сух печат“ и др.), които са публикувани в ежедневни и седмични вестници: „Глас српске“, „Фокус“, „Република“, „Ослобођење-Српско Сарајево“, и др.
Бранко Чучак умира на 11 декември 2008 г. в болница „Касиндол“, Източно Сараево, Република Сръбска, Босна и Херцеговина. Погребан е в градското гробище в Хан Пиесак.
На него е именувана Народната библиотека в Хан Пиесак. Библиотеката, с подкрепата на Министерството на образованието и културата на Република Сръбска, провежда всяка година от 2010 г. „Чучакски литературни срещи“ в Хан Пиесак, на които присъжда наградата „Чучакова книга“ за най-добра първа книга в жанровете: поезия, проза и драма.

## Произведения

### Поезия
- О ништа и осталом (1971)[1][2][3]
- Жестока мармелада (1976)
- Во у купусу (1981)
- Психички изглед (1984)
- Умијеће гутања кнедле (1988)
- Писана малим словима (1990)
- Помрчина виа Чамотиња (1995)
- Дирљиви магацин (1996)
- Лупа чекића у ремонтном заводу (1996)
- Мрсна перница (1997)
- Штипаљком за вјетар (2000) – избрани стихове
- Горио к`о ове новине (2002)
- Човјече, у животу нисам чуо овако тужну причу (2004)
- Ову би воду требало окупати (2005)
- Као након добро обраног бостана (2008)

### Самостоятелни романи
- Ми се знамо од посљедњег дана[1][2][3]
- Љута битка за собу Шарлот / Ljuta bitka za sobu "Šarlot" (2002)

### Сборници
- Ива путује радничком класом

### Пиеси
- Једна у мајке – черна комедия[1][2][3]
- Генерална проба смака свијета – драма
- Меркалије бјежи из земљотреса – оперета
- Црна мрља брзог за Сарајево – текст за театър на сенките
- Комад будала – серия от 10 театрални акта
- Печене су кокоши спадале са неба – драма на логорейната булимия
- Ноћ кад (је) штуца(ла) баба Ана – радиодрама

### Документалистика
- Чуво сам Титу